# Liga China de Campeones
La Chinese Football Association Member Association Champions League (en chino simplificado, 中国足球协会会员协会冠军联赛), conocida comúnmente como Liga China de Campeones, es la cuarta división de fútbol de China y es organizada por la Asociación China de Fútbol.

## Historia
El 10 de octubre de 2001 la Chinese Football Association anunció en Shanghai que habría una tercera división con 16 equipos, y que pondrían a prueba una cuarta división nacional.
En 2006 la liga se llamó National Football Association Amateur League, en 2010 pasó a llamarse Chinese Football Association Amateur League (CAL), y a partir de 2018 es conocida como Chinese Football Association Member Association Champions League. 
De 2011 a 2015 fue utilizada como clasificatorio para la Copa de China de fútbol. Desde 2011 tuvo la misma función que la AFC China Vision City League Champions Cup (2011-2012) y la China FA Cup Qualification Tournament (desde 2014). Desde 2016, la clasificación a la copa nacional ha sido limitada para los equipos que estén al menos en la China League Two, y todos los equipos participantes en la primera ronda de la Copa de China de fútbol tienen que haber jugado por lo menos la ronda de clasificación.
Desde 2014 se ha establecido un sistema de ascenso como en las divisiones superiores.

## Ediciones anteriores
- En Negrita los equipos que lograron el ascenso de categoría.

| Temporada | Campeón                   | Finalista                   | 3° Lugar                               | 4° Lugar                            |
| --------- | ------------------------- | --------------------------- | -------------------------------------- | ----------------------------------- |
| 2002      | Guangzhou Restaurant      | Shenzhen Bogang             | Dalian Yingdu                          | Shanghai 2000                       |
| 2003      | Shenzhen Bogang           | Hunan Sports                | Suzhou Jinfeng                         | Shanghai The 9                      |
| 2004      | Shenzhen Bogang           | Qingdao Liming              | Shaanxi Expressway                     | Yunnan Satellite Channel            |
| 2005      | Shenzhen Bogang           | Shanghai Songjiang Gas      | Guangzhou Restaurant                   | Changchun Beililai                  |
| 2006      | Shenzhen Bogang           | Changchun Normal University | Kunming Traffic Police                 | Hangzhou Sinobal                    |
| 2007      | Shenzhen Bogang           | Yanji Court                 | Nanjing Baotai                         | Wuhan Dongfeng Honda                |
| 2008      | Wuhan Dongfeng Honda      | Hunchun Procuratorate       | Yanji Court                            | Wenzhou Lingxi Shengyu              |
| 2009      | Wuhan Hongxing            | Wuhan Dongfeng Honda        | Wuhan Huachuang                        | Luoyang Lightning Protection        |
| 2010      | Wuhan Hongxing            | Xiamen Dongyuhang           | Wuhan Dongfeng Honda                   | Hebei Yingli                        |
| 2011      | Dalian Longjuanfeng       | Jiujiang Liansheng          | Changchun Fengyun                      | Wuhan Dongfeng Honda                |
| 2012      | Suzhou Jinfu              | Qingdao Kunpeng             | Shenyang Riverside                     | Shenzhen Yinwu                      |
| 2013      | Dalian Taian Old Brothers | Hubei Huachuang             | Wuhan Hongxing                         | Henan Orient Classic                |
| 2014      | Wuhan Hongxing            | Dalian Hailongxing          | Qingdao Fengfa                         | Guangxi Longguida                   |
| 2015      | Suzhou Dongwu             | Hainan Seamen               | Shenzhen Renren                        | Shenyang City                       |
| 2016      | Dalian Boyang             | Shaanxi Chang'an Athletic   | Wuhan Chufeng Heli                     | Shanghai Sunfun                     |
| 2017]     | Zibo Sunday               | Anhui Hefei Guiguan         | Qiqihaer Zhongjian Bituminous Concrete | Zhaoqing Hengtai                    |
| 2018]     | Taizhou Yuanda            | Chengdu Better City         | Hubei Chufeng United                   | Hangzhou Wuyue Qiantang             |
| 2019      | Nanjing Fengfan           | Shenzhen Bogang             | Shandong Wangyue                       | Xi'an UKD                           |
| 2020      | Guangdong Lianghetang     | Xiamen Qudian               | Sichuan Huakun                         | Yichun Jiangxi Tungsten Grand Tiger |
| 2021      | Jinan Xingzhou            | Jiangsu Zhongnan Codion     | Tai'an Huawei                          | Lingshui Dingli Jingcheng           |
| 2022      | Yuxi Yukun                | Chongqing Tongliangloong    | Guangxi Lanhang                        | Dalian Duxing                       |
| 2023      | Langfang Glory City       | Shenzhen Juniors            | Shaanxi Chang'an Union                 | Guangxi Hengchen                    |

## Equipos Destacados
| Equipo                        | Apariciones en fase de grupos       | Apariciones en la fase nacional |
| ----------------------------- | ----------------------------------- | ------------------------------- |
| Wuhan Dongfeng Honda          | 11/2004, 2006–2014, 2016            | 9/2004, 2006–2011, 2013–2014    |
| Hubei Huachuang               | 11/2006, 2009, 2011–2014, 2017–2021 | 6/2009, 2013–2014, 2019–2021    |
| Henan Orient Classic          | 9/2010, 2013–2017, 2019, 2021, 2023 | 3/2010, 2013, 2016              |
| Liuzhou Ranko                 | 9/2015–                             | 2/2015, 2020                    |
| Shanxi Longchengren           | 8/2015–2016, 2018–2021, 2023–       | 3/2015–2016, 2020               |
| Shenzhen Bogang               | 7/2002–2007, 2019                   | 7/2002–2007, 2019               |
| Wuhan Hongxing                | 7/2009–2015                         | 7/2009–2015                     |
| Xi'an Hi-Tech Yilian          | 7/2015–2016, 2019, 2021–            | 1/2019                          |
| Hangzhou Sinobal              | 6/2002, 2004–2007, 2010             | 2/2002, 2004                    |
| Heilongjiang Tianfeng         | 6/2011–2016                         | 2/2013–2014                     |
| Shanghai Jiading Boji         | 6/2012–2014, 2017–2019              | 2/2013, 2019                    |
| Yingkou Chaoyue               | 6/2018–2019, 2021–                  | 1/2018                          |
| Dalian Longjuanfeng           | 5/2011–2012, 2014–2015, 2017        | 5/2011–2012, 2014–2015, 2017    |
| Hebei Yingli                  | 5/2010–2014                         | 4/2010–2013                     |
| Changchun Normal University   | 5/2003–2007                         | 2/2004–2005                     |
| Qingdao Kunpeng               | 5/2010, 2012–2015                   | 2/2012–2013                     |
| Ningbo Yinbo                  | 5/2011, 2014, 2016–2017, 2019       | 1/2014                          |
| Inner Mongolia Caoshangfei    | 5/2012–2014, 2023–                  | 2/2012, 2014                    |
| Fujian Quanzhou Qinggong      | 5/2018, 2021–                       | 1/2023                          |
| Zibo Sunday                   | 4/2003, 2013, 2016–2017             | 3/2013, 2016–2017               |
| Changchun Subway              | 4/2010, 2012–2014                   | 3/2010, 2013–2014               |
| Hangzhou Qiantang             | 4/2012–2013, 2016, 2022             | 2/2013, 2022                    |
| Changchun Shenhua             | 4/2015, 2021–2023                   | 2/2015, 2022–2023               |
| Hunan Sports Lottery          | 4/2003, 2013–2015                   | 1/2003                          |
| Shaanxi Baocheng              | 4/2008–2011                         | 1/2010                          |
| Xiamen Dongyuhang             | 4/2010, 2012–2014                   | 1/2010                          |
| Hubei Wuhan Athletics Zaiming | 4/2018–2019, 2021–2022              | 1/2019                          |
| Fuzhou Hengxing               | 4/2018–2019, 2021–2022              | 1/2022                          |
| Guangdong Red Treasure        | 4/2021–                             | 1/2023                          |
| Shaanxi Expressway            | 3/2003–2005                         | 3/2003–2005                     |
| Jiujiang Liansheng            | 3/2009–2011                         | 3/2009–2011                     |
| Suzhou Dongwu                 | 3/2012–2013, 2015                   | 3/2012–2013, 2015               |
| Zhaoqing Hengtai              | 3/2014, 2016–2017                   | 3/2014, 2016–2017               |
| Hubei Chufeng United          | 3/2016–2018                         | 3/2016–2018                     |
| Guangzhou Restaurant          | 3/2002–2003, 2005                   | 2/2002, 2005                    |
| Yanji Court                   | 3/2007–2009                         | 2/2007–2008                     |
| Shenyang Riverside            | 3/2012–2014                         | 2/2012–2013                     |
| Heilongjiang Crane City       | 3/2013, 2017–2018                   | 2/2017–2018                     |
| Rizhao Yuqi                   | 3/2015, 2022–                       | 2/2022–                         |
| Nanjing Shaye                 | 3/2016–2018                         | 2/2017–2018                     |
| Qingdao Zhongchuang Hengtai   | 3/2017–2019                         | 2/2017, 2019                    |
| Dandong Hantong               | 3/2018–2020                         | 2/2019–2020                     |
| Jingchuan Wenhui              | 3/2021–2023                         | 2/2021–2022                     |
| Henan Shenghuang              | 3/2003–2005                         | 1/2005                          |
| Fujian Tianxin                | 3/2004, 2006, 2017                  | 1/2017                          |
| Kunming Traffic Police        | 3/2006, 2008, 2013                  | 1/2006                          |
| Qinghai Chaoyang              | 3/2009–2011                         | 1/2009                          |
| Guangxi Liuzhou Liuyue        | 3/2012-2014                         | 1/2013                          |
| Qingdao Red Lions             | 3/2016-2018                         | 1/2018                          |
| Xi'an Chongde Ronghai         | 3/2021-2023                         | 2/2021, 2023                    |